# Matías Cabrera
Matías Julio Cabrera Acevedo (Montevidéu, 16 de maio de 1986) é um futebolista uruguaio que atua como meia. Atualmente, joga pelo Defensor Sporting.

## Carreira
Iniciou sua carreira no modesto El Tanque Sisley, em 2005. Em seguida, foi jogar Cerro, onde foi dirigido por seu tio Eduardo Acevedo, onde ganhou Liguilla Pré-Libertadores em 2009. Depois se destacar pelo Cerro, Cabrera foi contratado pelo Nacional. Em 26 de novembro de 2009, sofreu uma fratura no crânio durante um treinamento no Nacional. O jogador se recuperou favoravelmente, embora a sua continuidade na temporada 2009-2010 tenha sido afetada. Atualmente, joga seus jogos com um protetor.

## Títulos
Cerro
- Liguilla Pré-Libertadores: 2009

Nacional
- Campeonato Uruguaio: 2010–11, 2011–12

Defensor Sporting
- Torneio Apertura: 2017

### Outras conquistas
Nacional
- Copa Bimbo: 2010 e 2011